# Al Mada
Al Mada (anteriormente Societé nationale d'investissement, SNI) es un fondo de inversión privado marroquí con vocación panafricana. Su accionariado está compuesto por empresas y fondos de inversiones marroquíes y por algunas empresas extranjeras. Su principal accionista es el fondo Siger, holding de la familia real de Marruecos.
Al  está presente en varios sectores de la economía de África y sobre todo en la distribución, la banca, el sector inmobiliario, las minas y la construcción, las telecomunicaciones, la energía y los seguros.  

## Historia

### Creación de la SNI
El 31 de diciembre de 1966, se creó la Sociedad nacional de Inversiones (SNI) por RD del estado marroquí como empresa pública. En 1967, la sociedad comenzó a cotizar en la Bolsa de Casablanca.
En 1980, el grupo Omnium Nord-Africain (ONA), estructura histórica creada durante el protectorado francés y en manos por entonces del banco francés BNP Paribas es revendido a la familia real de Marruecos. Las negociaciones fueron supervisadas por el banquero André Azoulay. El grupo operaba en cinco sectores estratégicos: minas, distribución, actividades financieras, empresas de desarrollo y asesoramiento.
En 1994, la SNI es privatizada, lo que marca una etapa decisiva en su evolución ya que se trata del comienzo de la puesta en marcha de cooperación a largo plazo, con firmas transnacionales, tales que el grupo Lafarge.
El ONA resulta, en 1999, el primer accionista de la SNI, iniciando por allí incluso un acercamiento entre ambos grupos.

### 2002-2010: subida capitalista de la SNI al seno del ONA
Desde su ascenso al trono en 1999, Mohammed VI compromete la reestructuración de la compañía ONA.
Desde el mes de marzo de 2000, el rey nombra a Driss Jettou al frente de ONA. Mourad Cherif es director eneral de 1999 a 2002. Bassim Jaï Hokimi le sucede ióasta 2005.
Por su parte, en SNI, Mohammed VI nombra a Mohamed Mounir el Majidi y Hassan Bouhemou, como directores generales del holding entre 2001 y 2014.
Los dos nuevos arquitectos en jefe del business real son Mounir Majidi y Hassan Bouhemou.
Los años 2002-2005 son dédiées a la reestructuración, a la diversificación de las actividades y a la reconstitución de los márgenes de manœuvre.
En 2002, la Siger detiene 13,5 % de las acciones de la ONA. La SNI resulta el premier accionista del ONA. (con el 29.84 % de las partes). En septiembre de 2003, Mounir Majidi y Hassan Bouhemou lanzan una rotación de participaciones. Esta refonte del accionariado tiene como objetivo reequilibrar las estructuras financieras de la ONA y de la SNI. El ONA pasa a partir de ahora bajo el control de la SNI, que ella-misma está controlada al 60% por la Siger.
En 2004, la SNI refuerza su presencia al seno del ONA y al finalizar el año, la SNI posee 32.4 % del capital del ONA. La mismo año, el Banco comercial de Marruecos (BCM) y la Wafa Bank fusionan para formar Attijariwafa Bank, filial de la SNI. Final 2005, la SNI poseía más de 1⁄3 de las partes de la ONA (33,3 %).
Entre 2005 y 2010, el grupo ONA-SNI emprende el despliegue de una política de campeones nacionales.
El proceso de fusión entre la BCM y la Wafa Bank es finalizado.
Invierte en los télécoms con la adquisición en 2005 de Marruecos Connect (futuro Wana Corporate, resultado Inwi), la energía con la creación en 2005 de Nareva Holding, el turismo con la entrada al capital de Atlas Hospitality en 2009, los materiales de construcción con Sonasid y una participación en Lafarge Marruecos a altura del 50 %, y la gran distribución con el desarrollo de Marjane, el canal de súper e hipermercados. Su acierto permite en Marruecos de desarrollar su influencia sobre el continente africano y sobre todo en África subsahariana donde están implantados. Attijariwafa Bank firma una veintena de acuerdos estratégicos durante la última gira del rey Mohammed VI en África subsahariana confiriéndole así un rayonnement continental,.
En 2006, la SNI consolida su cooperación con ArcelorMittal, en el objetivo de reforzar la importancia de la Sonasid sobre el mercado nacional. Un nuevo holding llamado «Nueva Industria Metalúrgica» (NSI) es pues creada con el fin de transferir la participación de la SNI en la Sonasid. Su capital está repartido entre la SNI (25 % de las partes), Arcelor (50 % de las partes) y por inversores privados para los 25 % restantes. Actualmente, la NSI detiene 64.86 % del capital de la Sonasid.
Por otro lado, la mismo año, la SNI aumenta sus participaciones en la ONA y pasa al 33.5 % de posesión de las partes de capital.

### Fusión ONA-SNI y retirada de la Bolsa
En 2010, el ONA y la SNI fusionan y salen de la Bolsa de Casablanca y resulta desde entonces un actor económico mayor.
El periodo 2010-2014 está marcada por la cesión de las participaciones históricas en el sector agroalimentario, en beneficio de participaciones minoritarias en nuevos oficios estratégicos y a fuerte potencial desarrollador, una cesión de activos históricos que precinta una ruptura definitiva en la historia del holding real. La reorientación de la SNI se inscribe en la estrategia desarrolladora africana de Marruecos, cuya mayoría de los grandes grupos son implantados a partir de ahora sobre el continente.
La última gira africana de Mohammed VI ha precintado numerosos acuerdos con varios países africanos.

### Hassan Ouriagli
El 30 de septiembre de 2014 la SNI cambió de director general: Hassan Ouriagli sucede a Hassan Bouhemou, que dirige el grupo durante 13 años. Hassan Ouriagli es el antiguo director delegado del ONA, absorbido por la SNI en 2010. Ha cogido el ONA en mayo de 2003 como director atado a la presidencia en un primer momento y es igualmente a cargo de la animación del plan estratégico.
Compromete su transformación para inscribir su acción de fondos de inversión en un marco panafricano. A marchar de 2014, la SNI amplía pues sus actividades al conjunto del continente.
Durante los años 2010, la SNI se desacopla de los productos agroalimentarios: en julio de 2011, de Lesieur Cristal; en septiembre de 2012, del fabricante de galletas Bimo; en noviembre de 2014, de la central lechera; y, en marzo de 2015, de la azucarera Cosumar. Las partes de Lesieur son cedidas efectivamente al grupo francés Abril, aquellas de Cosumar a la sociedad Wilmar Internacional (originario de Singapur), el fabricante de galletas Bimo a Mondelēz International (grupo estadounidense), y la central lechera a Danone.

### Al Mada
Resultado de la evolución emprendida en 2014: el 28 de marzo de 2018, el consejo de administración anuncia el lanzamiento de AL MADA con el fin de suceder a la SNI. Con su nueva firma, «Positivo Impacto», los fondos de inversión marca su voluntad de precintar relaciones entre países del Sur, gracias a inversiones mayores a la escalera panafricaine. Impactoar las poblaciones y las sociedades del continente, de manera positiva, ahí está la nueva línea directora adelantada por los fondos de inversión.
Actualmente presente en 24 países de África, AL MADA significa por este cambio de nombre, su ambición panafricana e internacional a largo plazo.
En marzo de 2020, el grupo da 2 millardos de dirhams a los fondos creados por el rey Mohammed VI para luchar contra la pandemia de coronavirus.

## Sectores de actividades
Después de su salida del sector agroalimentario, la SNI es a partir de ahora activa en siete sectores de actividad como accionista de referencia o bien como co-accionista.
- Servicios financieros:[25]
  - Attijariwafa Bank: creado en 2004 como consecuencia de la fusión entre la BCM y Wafa bank, y presente en 26 país del continente africano, Attijariwafa Bank es el primer grupo bancario de Marruecos.[26]
  - Wafa Seguro: presente en Túnez, a Senegal así como en Costa de Marfil y a Camerún, Wafa Seguro es igualmente el primer asegurador del mundo árabe desde 2014.[27]
  - Agma Lahlou-Tazi: sociedad de corretaje en seguro. Forma parte filiales originarias del holding ONA, que cogen la SNI en 2010, en el momento de la fusión entre ambos gigantes.
- Matériaux de construcción:
  - LafargeHolcim Marruecos: nacida en 2016 de la fusión entre Lafarge Ciments Marruecos (junta-venture entre Lafarge y la SNI desde 1995) y Holcim Marruecos.[28]
  - LafargeHolcim África (LHMA): AL MADA y LafargeHolcim son socios desde numerosos años. En 2016, esta cooperación se amplía a 12 país de África subsahariana (Benín, Burkina Faso, Camerún, Costa de Marfil, Gabón, Guinea Conakri, Malí, Mauritania, República democrática de Congo, República del Congo, Senegal y Sudán).
  - Sonasid: líder en la propiedad de la metalurgia, Sonasid resulta de una cooperación estratégica entre AL MADA y ArcelorMittal.
- Distribución:
  - Marjane Holding: creada en 1990, la sociedad madre Marjane Holding se subdivide en tres filiales: Marjane (pionero de la gran distribución a Marruecos), Electroplanet y Acima. Marjane Holding es al origen controlado por el ONA, antes de resultar una propiedad de la SNI continuación a la fusión de 2010.[29]
  - OPTORG: líder mundial del equipo, Optorg propone varias filiales Trafafric Equipment (equipo de obras), Tractafric Motors (distribución automovilística).
  - Sopriam: fundada en 1977 y filial del grupo ONA, la Sociedad de Promoción Industrial Automóvil en Marruecos, es el cajero y importateur exclusiva de las marcas Peugeot, Citroën y DS a Marruecos.[30]
  - Sotherma: asegura la distribución del agua mineral a Marruecos a través de dos marcas diferentes: Sidi Harazem y Aïn Saïss.
- Minas:
  - Grupo Managem: creada en 1930 e introducida Beca en 2000, Managem está especializada en la extracción y la valorización de los metales preciosos, metales de base y minerales.[31]
- Inmobiliario y turismo:
  - Ametys: inmobiliario de altura standing y parques de actividades.
  - Atlas Hospitality: La empresa está especializada en el desarrollo de parques hoteleros.
- Energía:
  - Nareva: creada en 2005, Nareva está especializada en la gestión del agua y la producción de electricidad a Marruecos.
- Telecomunicaciones:
  - Inwi: fundada en 2010, Inwi es una sociedad especializada en las telecomunicaciones a Marruecos (Internet, telefonía móvil y fija).

La SNI detiene también en su cartera de las participaciones minoritarias en diversas sociedades, heredadas de su fusión con ONA como la Somed.
El lanzamiento de AL MADA y las ambiciones panafricanas de los fondos de inversión que revela, deja opinar que los fondos de inversión podría diversificar su actividad en sectores portadores a la escalera del continente (la hostelería sobre todo) en los años a venir.

## Polémicos

### Sospecha de conflicto de intereses
La revista Oriente XXI PUNTA en 2016 una sospecha recurrente de conflictos de intereses, sobre todo durante las llamadas de ofertas, porque el soberano marroquí nombra las alturas responsables de las sociedades públicas, y controla igualmente la Sociedad nacional de inversión, beneficiaria de ciertos mercados públicos.